# Bath County (Kentucky)
Bath County is een county in de Amerikaanse staat Kentucky.
De county heeft een landoppervlakte van 724 km² en telt 11.085 inwoners (volkstelling 2000). De hoofdplaats is Owingsville.

## Bevolkingsontwikkeling

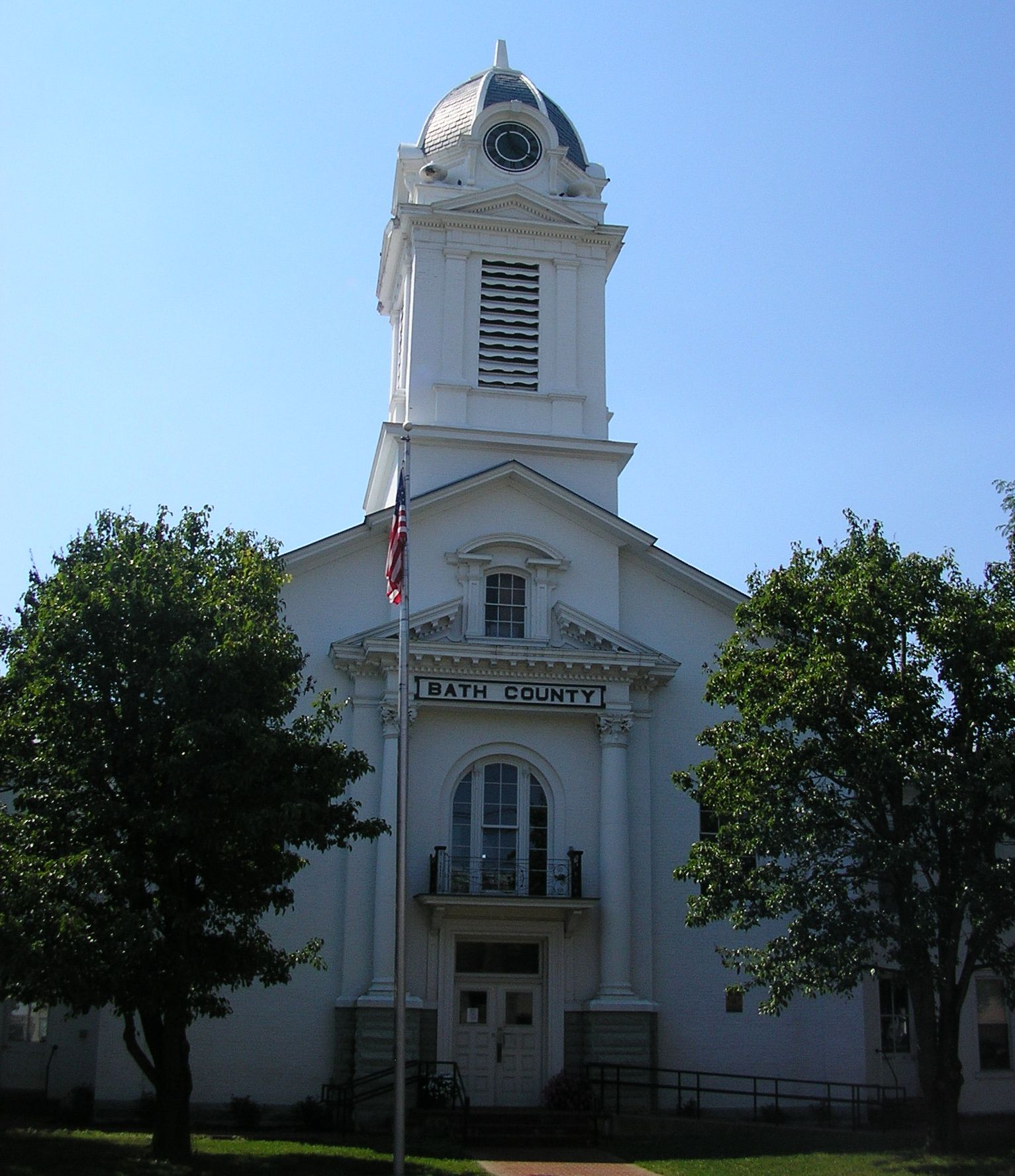
Bath County Courthouse